# Арцберг (Штирія)
Арцберг (нім. Arzberg (Steiermark)) — поселення громади Пассайль у федеральній землі Штирія, Австрія. Входить до складу округу Вайц.
Населення — 596 осіб (на 31 грудня 2001). Площа — 15 км².
Офіційний код — 61703.

## Політична ситуація
Бургомістр громади — Франц Каппмайер (АНП) за результатами виборів 2005.
Рада представників громади (нім. Gemeinderat) складається з 9 місць.
- АНП займає 6 місць.
- СДПА займає 3 місця.